# Can Viola de la Plaça
Can Viola de la Plaça és una casa de Maçanet de Cabrenys (Alt Empordà) inclosa a l'Inventari del Patrimoni Arquitectònic de Catalunya.

## Descripció
Edifici aïllat situat a la plaça del poble. És un edifici amb dues façanes molt diferents. La que dona a la plaça és una façana de planta baixa, dos pisos i golfes, amb la planta baixa amb paredat de pedra, però no la resta de la façana que està arrebossada. Les obertures dels pisos superiors estan decorades amb una motllura i pintada, tot i que la major part d'aquesta pintura ha desaparegut. La façana posterior té un pis menys, ja que l'edifici es troba en un desnivell. Aquesta façana és molt diferent respecte la principal. El paredat és de pedres sense escairar, de planta baixa i dues plantes. Les obertures estan totes carreuades, amb carreus ben escairats. Dues llindes d'aquesta façana es troben decorades amb una inicial, amb una creu. Desconeixem el significat d'aquest motiu però podrien ser la inicial de l'antic propietari de la casa. A la zona alta de la façana queden restes d'un antic paredat que podrien ser de l'antiga muralla. La coberta de la casa és a dues vessants.